# 村岡伊助
村岡 伊助（むらおか いすけ、? - 1867年6月7日）は、長州藩出身の藩士。俗論派として活動した村岡伊右衛門の子にあたり、宮門事変のときに薩摩藩から捕虜にされた長州藩士で、当時の長州藩内の内情を口上書面にして江戸幕府に提出した。この口上書によって、長州藩の内情を知り、初めての長州征討が始まった。1867年6月7日、品川弥二郎の依頼を受けた中井庄五郎ら尊皇攘夷派によって暗殺される。